# Административное деление Норвегии
Администрати́вное деле́ние Норве́гии — иерархическая система разделения территории и проживающего на ней населения Норвегии на отдельные участки с целью организации государственного управления. Помимо юридической системы административного деления существует традиционная, часто используемая в обиходе и литературе.

## Структура
В Норвегии установлена политико-административная система на трёх уровнях:
- национальный (общегосударственный);
- губернский (губернии, или фюльке, или округа);
- муниципальный (муниципалитеты, или коммуны).

Норвегия подразделяется на 15 фюльке (губерний; fylke), которые в свою очередь делятся на 357 коммун (муниципалитетов). Король в губернии представлен губернатором (fylkesmann). Представительные органы губерний — фюлькестинг (fylkesting), избираемые населением, исполнительные органы губерний — губернские советы (no:fylkesråd), состоящие из губернских советников (no:fylkesrådmann), избираемые фюлькестингами.
Представительные органы коммун — коммунальные правления (no:kommunestyre), избираемые населением, исполнительные органы — советы коммун (kommunalråd), состоящие из советников (no:rådmann), избираемые коммунальными правлениями.
В городах наименование этих органов управления может отличаться: соответственно, представительные органы в городах — городские правления (no:bystyret), исполнительные органы в городах — городские советы (no:byråd), состоящие из советников (no:rådmann), избираемые городскими правлениями.

## Фюльке
Норвегия подразделяется на 15 фюльке (областей или провинций). Слово fylke имеет общегерманское происхождение (ср. англ. folk, нем. Volk) и первоначально означало «племя, народ», а затем перешло на территориальное образование. В работах по географии на русском языке используется как транслитерация «фюльке», так и русские переводы «провинция», «губерния» (фюльке управляются губернаторами), «область». 
Фюльке объединяются в 5 основных неофициальных регионов:
| №                                | Фюльке                        | Фюльке                            | Центр фюльке                  | Центр фюльке                    | Площадь, км²                  | Население, чел. (2019)        | Код ISO 3166-2                |
| №                                | Русское назв.                 | Норвежское назв.                  | Русское назв.                 | Норвежское назв.                | Площадь, км²                  | Население, чел. (2019)        | Код ISO 3166-2                |
| Нур-Норге (Северная Норвегия)    | Нур-Норге (Северная Норвегия) | Нур-Норге (Северная Норвегия)     | Нур-Норге (Северная Норвегия) | Нур-Норге (Северная Норвегия)   | Нур-Норге (Северная Норвегия) | Нур-Норге (Северная Норвегия) | Нур-Норге (Северная Норвегия) |
| -------------------------------- | ----------------------------- | --------------------------------- | ----------------------------- | ------------------------------- | ----------------------------- | ----------------------------- | ----------------------------- |
| 1                                | Нурланн                       | Nordland                          | Будё                          | Bodø                            | 38 482                        | 243 335                       | NO-18                         |
| 2                                | Тромс                         | Troms (северносаам. Romsa)        | Тромсё                        | Tromsø (северносаам. Romsa)     | 25 863                        | 168 340                       | NO-19                         |
| 3                                | Финнмарк                      | Finnmark (северносаам. Finnmárku) | Вадсё                         | Vadsø (северносаам. Čáhcesuolu) | 48 631                        | 74 112                        | NO-20                         |
| Трёнделаг (Центральная Норвегия) |                               |                                   |                               |                                 |                               |                               |                               |
| 4                                | Трёнделаг                     | Trøndelag (южносаам. Trööndelage) | Стейнхьер                     | Steinkjer                       | 42 202                        | 458 742                       | NO-50                         |
| Вестланн (Западная Норвегия)     |                               |                                   |                               |                                 |                               |                               |                               |
| 5                                | Мёре-ог-Ромсдал               | Møre og Romsdal                   | Молде                         | Molde                           | 15 101                        | 266 858                       | NO-15                         |
| 6                                | Вестланн                      | Vestland                          | Берген                        | Bergen                          | 33 871                        | 631 594                       | NO-46                         |
| 7                                | Ругаланн                      | Rogaland                          | Ставангер                     | Stavanger                       | 9 376                         | 473 525                       | NO-11                         |
| Эстланн (Восточная Норвегия)     |                               |                                   |                               |                                 |                               |                               |                               |
| 8                                | Осло                          | Oslo                              | Осло                          | Oslo                            | 454                           | 673 469                       | NO-03                         |
| 9                                | Эстфолл                       | Østfold                           | Сарпсборг                     | Sarpsborg                       | 4 004                         | 309 161                       | NO-01                         |
| 10                               | Акерсхус                      | Akershus                          | Осло                          | Oslo                            | 5 894                         | 716 020                       | NO-02                         |
| 11                               | Бускеруд                      | Buskerud                          | Драммен                       | Drammen                         | 14 694                        | 267 060                       | NO-06                         |
| 12                               | Вестфолл                      | Vestfold                          | Тёнсберг                      | Tønsberg                        | 2168                          | 253 555                       | NO-39                         |
| 13                               | Телемарк                      | Telemark                          | Шиен                          | Skien                           | 15 298                        | 175 546                       | NO-40                         |
| 14                               | Иннландет                     | Innlandet                         | Хамар                         | Hamar                           | 52 072                        | 370 994                       | NO-34                         |
| Сёрланн (Южная Норвегия)         |                               |                                   |                               |                                 |                               |                               |                               |
| 15                               | Агдер                         | Agder                             | Кристиансанн                  | Kristiansand                    | 16 434                        | 306 849                       | NO-42                         |
|                                  | Всего                         |                                   |                               |                                 | 323 779                       | 5 051 275                     |                               |

## Коммуны
Коммуны (норв. kommune, -er, англ. municipality, -ies) являются вторым административным уровнем деления Норвегии после губерний (фюльке). К концу 2009 года в стране насчитывалось 430 коммун. Число коммун постепенно, но постоянно сокращается из-за слияния наиболее мелких коммун.

## Прочие территории
Заморские территории Норвегии в число фюльке не входят и на коммуны не разделяются. Архипелаг Шпицберген (Свальбард; норв. Svalbard) с административным центром в Лонгйире, а также остров Ян-Майен являются владениями Норвегии; управление Ян-Майеном осуществляет администрация Нурланна. Остров Буве является зависимой территорией Норвегии. Остров Петра I и Земля Королевы Мод в Антарктиде, территориальные претензии на которые предъявляет Норвегия, также относятся ею к зависимым территориям.

### Интегрированные территории
| Территория | Регион                   | Площадь, км² | Население, чел. (2013) | Административный центр | Статус                     |
| ---------- | ------------------------ | ------------ | ---------------------- | ---------------------- | -------------------------- |
| Шпицберген | Северный Ледовитый океан | 61 022       | 2698                   | Лонгйир                | Интегрированная территория |
| Ян-Майен   | Норвежское море          | 377          | 0                      | —                      | Интегрированная территория |
| Всего      |                          | 61 399       | 2698                   |                        |                            |

Примечание: из 2698 человек населения Шпицбергена 493 являются гражданами России, 10 — Польши.

### Зависимые территории
| Территория         | Регион              | Площадь, км²    | Население, чел. (2013) | Административный центр | Статус               |
| ------------------ | ------------------- | --------------- | ---------------------- | ---------------------- | -------------------- |
| Остров Буве        | Атлантический океан | 58,5            | 0                      | —                      | Зависимая территория |
| Остров Петра I     | Море Беллинсгаузена | 156             | 0                      | —                      | Зависимая территория |
| Земля Королевы Мод | Антарктида          | около 2 500 000 | 0                      | —                      | Зависимая территория |